# Бонзак, Гюнтер
Гю́нтер Бо́нзак (нем. Günter Bohnsack; 1939, Берлин — 2013, Берлин) — бывший сотрудник Главного управления разведки МГБ ГДР.

## Биография
В 1959—1964 годах Бонзак учился на отделении журналистики Лейпцигского университета, затем поступил на службу в органы госбезопасности в звании старшего лейтенанта 10-го Главного отдела. Отдел занимался сбором информации и дезинформацией в ФРГ и Западном Берлине. После 1990 года Бонзак дистанцировался от МГБ ГДР, опубликовав две книги, критически освещающие внутренние отношения в МГБ ГДР и свою работу там. Коллеги по МГБ отвернулись от Бонзака. Гюнтер Бонзак обвинил в сотрудничестве со Штази Бернта Энгельмана, Гюнтера Вальрафа и Беату Кларсфельд.

## Сочинения
- Auftrag Irreführung. Wie die Stasi Politik im Westen machte. Hamburg 1992, ISBN 3-551-85003-8.
- Die Legende stirbt — Das Ende von Wolfs Geheimdienst. Berlin 1997, ISBN 3-929161-25-7.